# Juha Raumolin
Juha Raumolin, né le 1er septembre 1973 à Espoo est un joueur professionnel de squash représentant la Finlande. Il atteint, en octobre 1999, la 29e place mondiale sur le circuit international, son meilleur classement. Il est champion du monde junior en 1992 face à Jonathon Power. Il est champion de Finlande en 1994 et 1996.

## Palmarès

### Titres
- Open de Pittsburgh : 2 titres (1997, 1998)
- Championnats du monde junior : 1992
- Championnats d'Europe junior : 1992
- Championnats de Finlande : 2 titres (1994, 1996)

### Finales
- Championnats d'Europe par équipes : 3 finales (1992, 1995, 1998)